# Табаков, Виктор
Виктор Табаков (род. 1961) — советский узбекский легкоатлет, специалист по бегу на короткие дистанции. Выступал на всесоюзном уровне в первой половине 1980-х годов, чемпион СССР в помещении, бронзовый призёр летних чемпионатов СССР, действующий рекордсмен Узбекистана в беге на 200 метров в помещении и в эстафете 4×100 метров. Мастер спорта СССР.

## Биография
Виктор Табаков родился в 1961 году. Занимался лёгкой атлетикой в Самарканде, представлял Узбекскую ССР и добровольное спортивное общество «Буревестник».
Первого серьёзного успеха на всесоюзном уровне добился в сезоне 1980 года, когда на чемпионате СССР в Донецке с узбекской командой выиграл бронзовую медаль в зачёте эстафеты 4×200 метров.
В 1981 году на чемпионате СССР в Москве стал бронзовым призёром в эстафете 4×100 метров.
В 1982 году на зимнем чемпионате СССР в Москве превзошёл всех соперников в беге на 200 метров, установив при этом ныне действующий рекорд Узбекистана в помещении — 21,29.
В 1983 году на чемпионате страны в рамках VIII летней Спартакиады народов СССР в Москве в число призёров не попал, но вместе с партнёрами по узбекской команде Сергеем Павловым, Закиром Хузахметовым и Петром Воробьёвым установил рекорд Узбекистана — 39,81, который до настоящего времени остаётся непревзойдённым.